# Холева, Николай Иосифович
Николай Иосифович Холева (Холев) (1858—1899) — русский адвокат и литератор, один из директоров и казначей Литературно-артистического кружка в Петербурге; заведующий литературной частью театра А. С. Суворина; корреспондент А. П. Чехова.

## Биография
Родился в 1858 году в Керчи Таврической губернии.
По окончании в 1877 году курса Керченской Александровской гимназии поступил на юридический факультет Санкт-Петербургского университета. По окончании университета, в 1881 году, был зачислен в помощники присяжных поверенных при Санкт-Петербургской судебной палате. Через пять лет начинает самостоятельную адвокатскую деятельность — в 1886 году стал присяжным поверенным и в этом звании оставался до смерти, последовавшей, на почве нервного переутомления, от болезни мозга.
Ещё студентом он неофициально принимал участие в редактировании «Керчь-Еникальского Листка», а с 1883 по 1892 годы издавал газету «Ростовский-на-Дону Листок».
В последний период деятельности Холева часто выступал в литературных процессах, защищая редакторов и сотрудников, обвиняемых в клевете, оскорблении в печати и т. п. Как судебный оратор, он не производил впечатления силой и блеском речи — его оружие заключалось в умелом пользовании аргументами, в скрупулёзной разработке дела. Он тщательно подбирал слова, характеристики, сравнения и умело, с неменьшей тщательностью — расставлял всё это по своим местам.
Холева имел в Петербурге свой музыкальный салон, где выступали знаменитые певцы Петербурга и Москвы. Проявил меценатство относительно Анастасии Вяльцевой (1871—1913), в которую был влюблён.
Также занимался и литературной работой, однако не систематически. В молодости принимал участие в издании некоторых провинциальных журналов и газет. Позже в течение нескольких лет состоял секретарём комиссии по собиранию юридических обычаев при этнографическом отделении Императорского географического общества.
Умер в 1899 году.

## Звания и награды
- Был почётным мировым судьей города Керчи.